# Districte de Kassel
El Districte de Kassel (en alemany: Landkreis Kassel) és un districte rural situat a la Regió de Kassel al nord de l'estat federal de Hessen (Alemanya).
Els territoris veïns al nord són el districte de l'estat de Baixa Saxònia Northeim, a l'est el districte de Göttingen i el de Werra-Meißner-Kreis, al sud el districte de Schwalm-Eder-Kreis, a l'oest limita amb el de Waldeck-Frankenberg i al nord-oest amb el districte de Renània del Nord-Westfàlia Districte de Höxter. La ciutat lliure de Kassel (seu de l'administració) es troba al centre del territori del districte.

## Composició de Districte
(Habitants a 30 de juny de 2005)
| - 1. Bad Karlshafen (4.103) - 2. Baunatal [Sitz: Altenbauna] (27.971) - 3. Grebenstein (6.121) - 4. Hofgeismar (16.405) - 5. Immenhausen (7.256) - 6. Liebenau (3.611) - 7. Naumburg (5.479) - 8. Trendelburg (5.664) - 9. Vellmar [Sitz: Niedervellmar] (18.408) - 10. Wolfhagen (13.350) - 11. Zierenberg (6.868) | - 1. Ahnatal [Sitz: Weimar] (8.282) - 2. Bad Emstal [Sitz: Sand] (6.310) - 3. Breuna (3.863) - 4. Calden (7.786) - 5. Espenau [Sitz: Hohenkirchen] (4.939) - 6. Fuldabrück [Sitz: Dörnhagen] (8.955) - 7. Fuldatal [Sitz: Ihringshausen] (12.132) - 8. Habichtswald [Sitz: Dörnberg] (5.274) - 9. Helsa (5.832) - 10. Kaufungen [Sitz: Oberkaufungen] (12.792) - 11. Lohfelden [Sitz: Crumbach] (13.860) - 12. Nieste (1.752) - 13. Niestetal [Sitz: Sandershausen] (10.588) - 14. Oberweser [Sitz: Gieselwerder] (3.573) - 15. Reinhardshagen [Sitz: Veckerhagen] (5.101) - 16. Schauenburg [Sitz: Hoof] (10.403) - 17. Söhrewald [Sitz: Wellerode] (5.221) - 18. Wahlsburg [Sitz: Lippoldsberg] (2.410) - 1. Gutsbezirk Reinhardswald |

## Regions germanes
- Ilm-Kreis/Turíngia
- Waldviertel, Àustria (Bundesland Baixa Àustria)
- Província de Forli-Cesena, Itàlia (Regió d'Emilia-Romagna)
- Cehegín-Bullas-Calasparra, Espanya (Regió de Múrcia)
- Csepel-Insel, Hongria
- Yaroslavl, Rússia (Oblast de Yaroslavl)
- San Sebastián de los Reyes, Espanya